# Kociánka (Brno)
Kociánka je lokalita a ulice v Brně v městské části Královo Pole, na rozhraní katastrálních území Královo Pole a Sadová. Původně jde o název polní tratě v Sadové na návrší západně nad roklí Zaječího potoka, pojmenované podle Antonína Kotziana z Kronfeldu, který zde prováděl raabizaci.

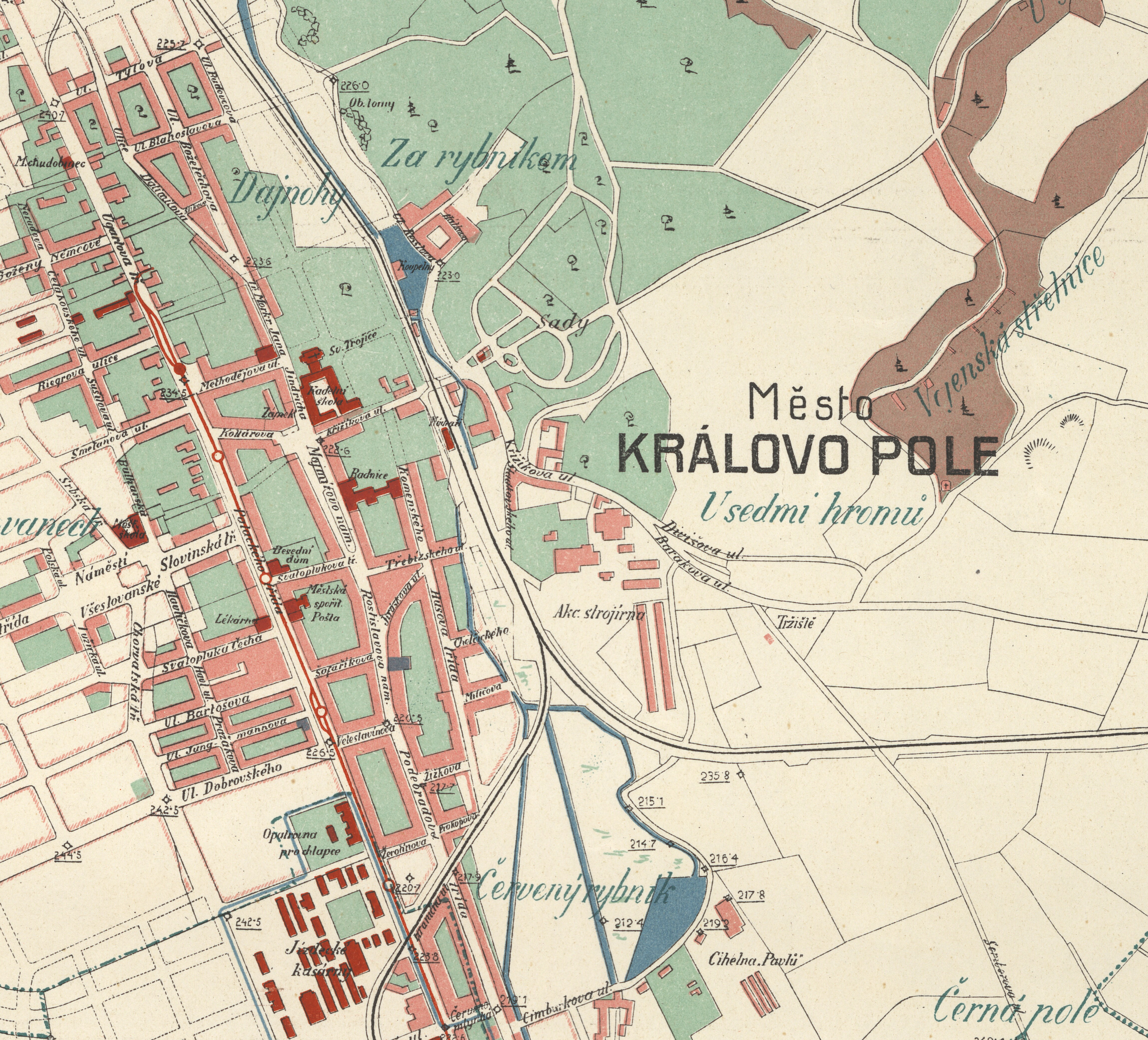
Výřez městského plánu z roku 1906. Zámek Kociánka je zhruba uprostřed, v ohybu ulice Křižíkovy.

Na západním okraji lokality v údolí Ponávky existoval od středověku zámeček, který roku 1825 obnovila rodina Schaffgotschů v klasicistním duchu (dnes Kociánka 4). Budovu od roku 1891 využívala blízká Královopolská strojírna a roku 1919 se na popud Alice Masarykové stala základem ústavu pro tělesně postižené děti. Ten se posléze rozšířil do parkového areálu východním směrem.
Na přelomu 40. a 50. let byla přes Kociánku postavena přeložka železniční trati Brno–Havlíčkův Brod, která pod ulicí Kociánkou vede krátkým tunelem.
Podél silnice z Králova Pole do Soběšic, dnešní ulice Kociánka, se později rozrostla zástavba rodinných i bytových domů. Na adrese Kociánka 1a byla v letech 2002–04 postavena pozoruhodná Vila Kociánka architektonického studia Makovský & partneři.

## Galerie

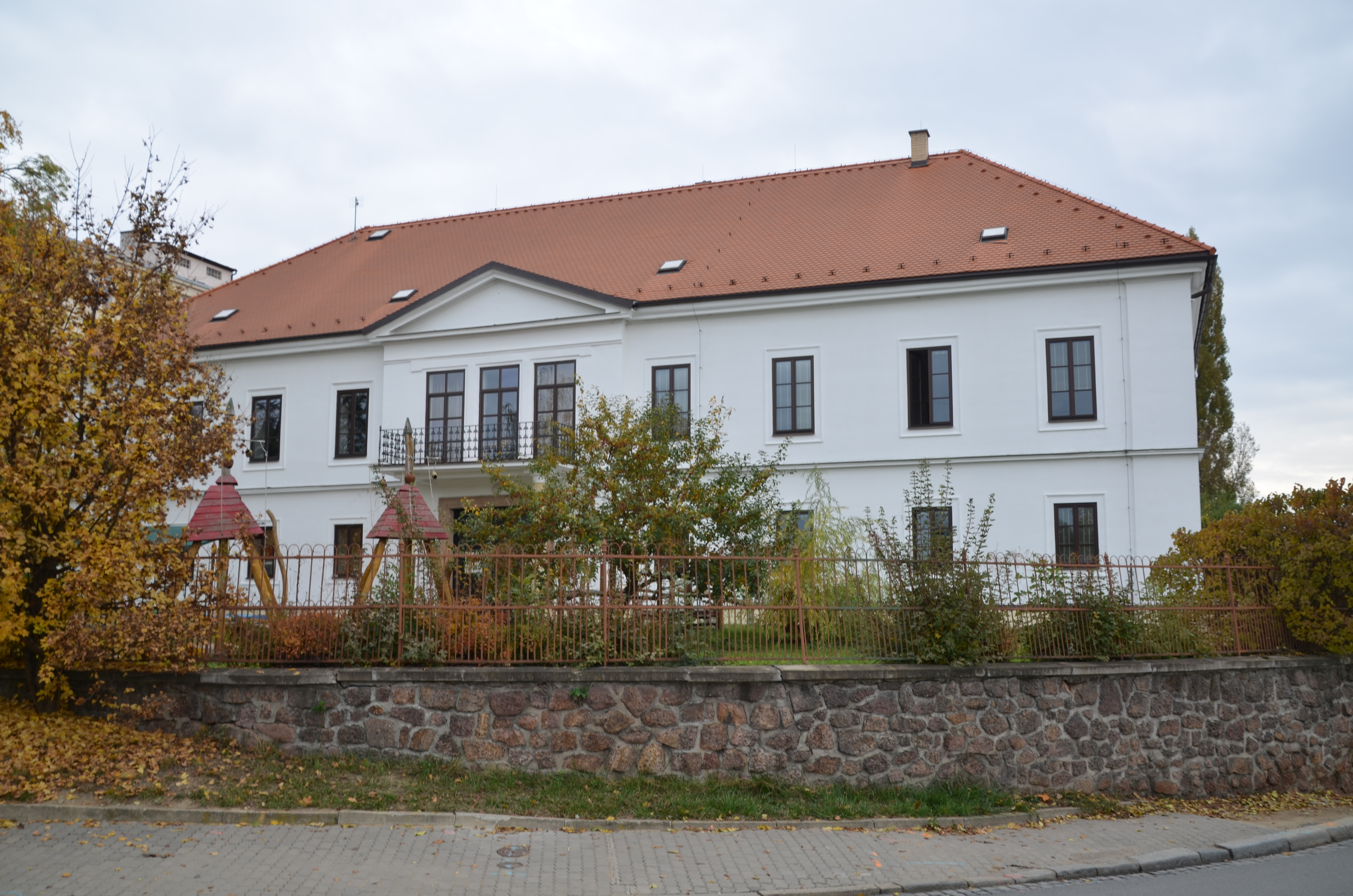
Zámek Kociánka, pohled z ulice
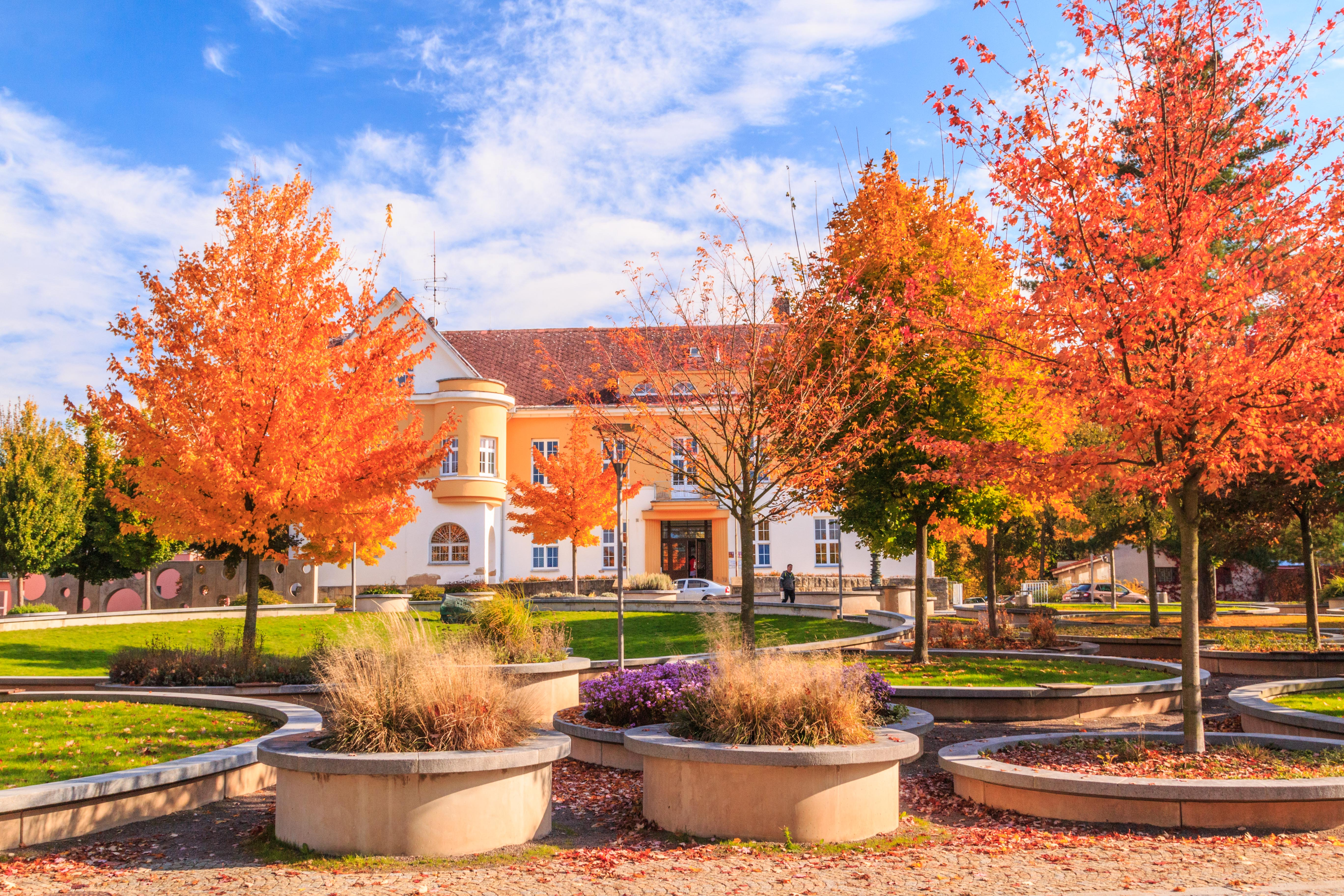
Zámek Kociánka, pohled přes park
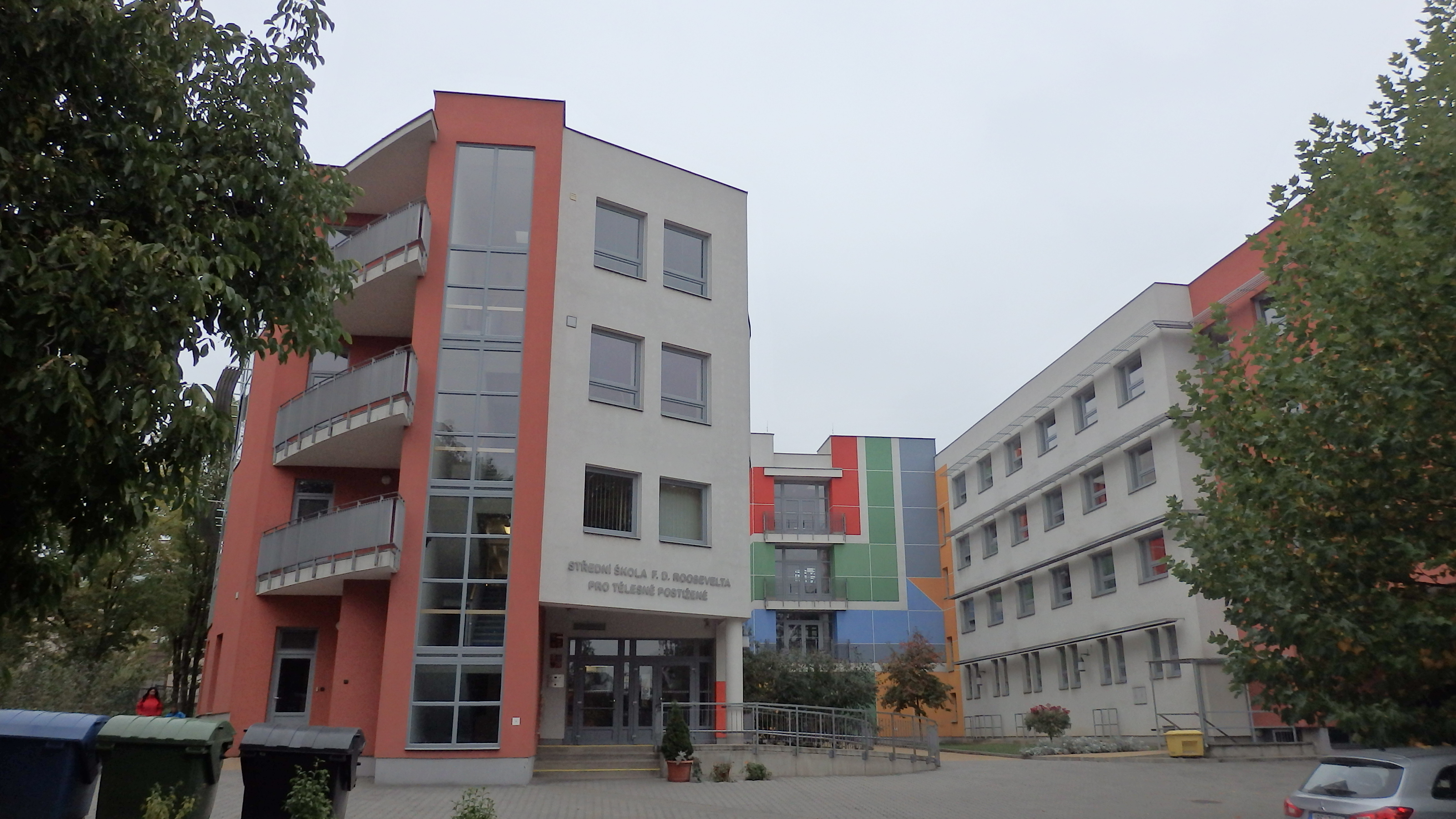
Střední škola F. D. Roosevelta pro tělesně postižené, areál Kociánka
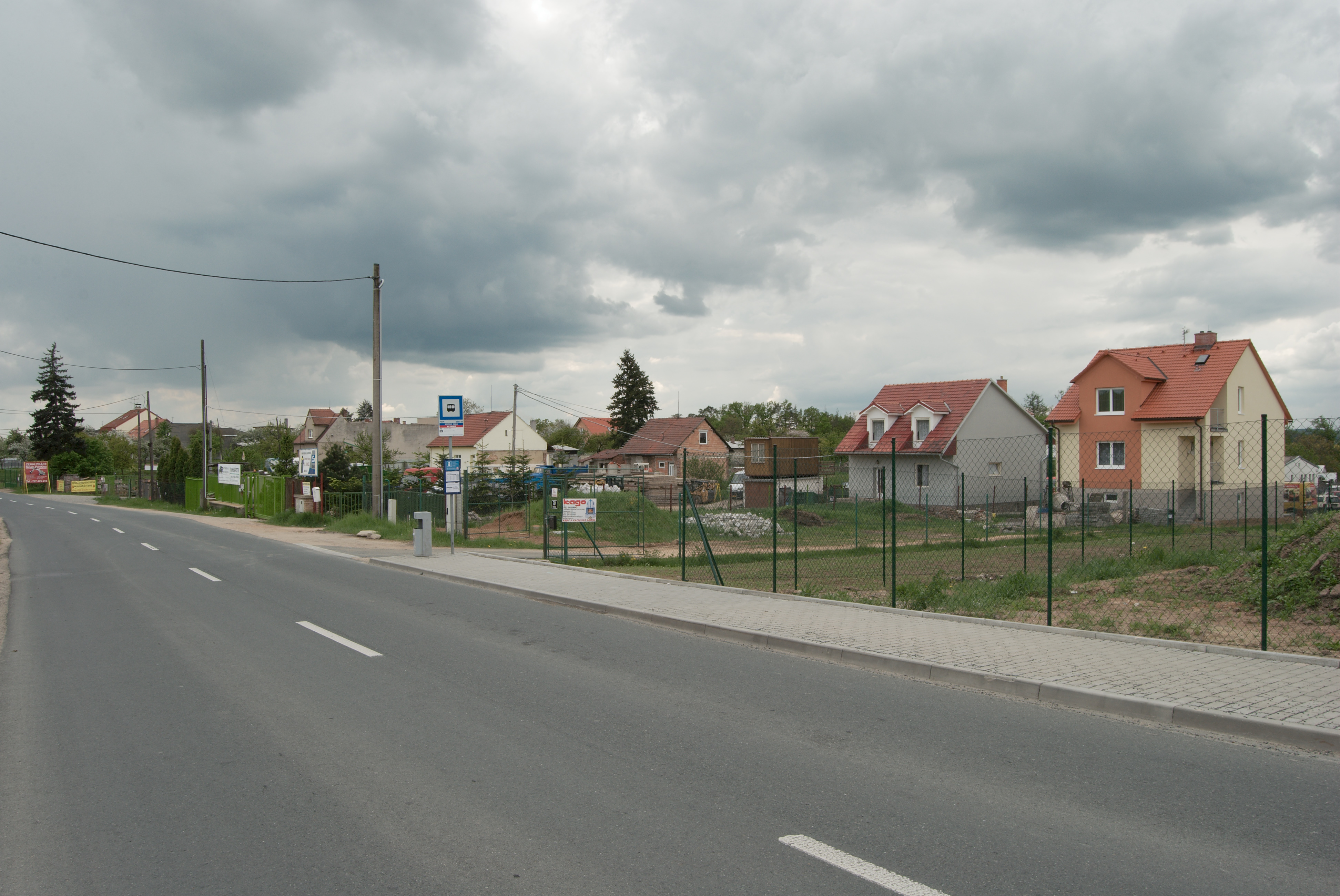
Nová výstavba rodinných domů na ulici Kociánka, čtvrť Sadová
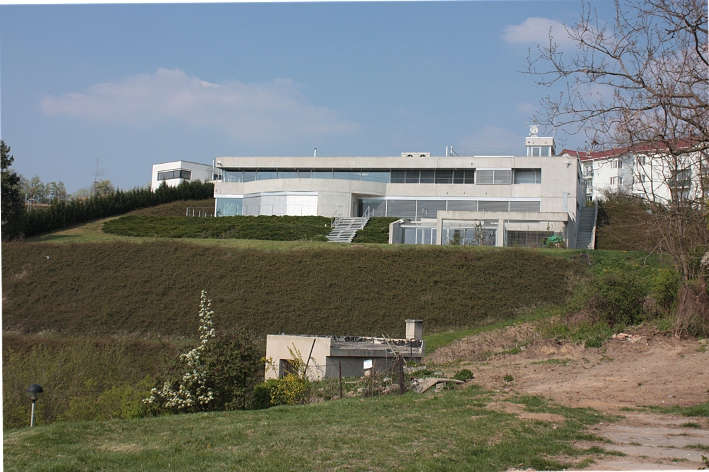
Vila Kociánka